# Conch Republic
Conch Republic (/kɒŋk riˈpʌblɪk/) er en mikronation erklæret af byen Key West i Florida, som en ironisk protestløsrivelse fra USA den 23. april 1982.  Republikkens navn kommer fra ranellidae-sneglefamilien, som også er afbildet i republikkens våben og flag.  Valgsprogene lyder "We Seceded Where Others Failed" (vi løsrev hvor andre fejlede) og "The Mitigation of World Tension through the Exercise of Humor" (lindring af spændinger i verden gennem anvendelse af humor).  I 2004 havde Conch Republic 24.768 indbyggere iflg. en folketælling.
Den oprindelige protestbegivenhed skyldtes et reelt problem i forbindelse med, at U.S. Border Patrol opsatte en vejspærring og kontrolpost på US Route 1, for at lette deres søgning efter narkotika og illegale indvandrere.  Vejen er en af kun to, der forbinder Florida Keys med fastlandet, og dermed var det til stort besvær for beboerne og turismen, som er Key Wests primære erhverv.  Derfor forlangte bystyret, at kontrolstedet omgående skulle fjernes.  Da en klage ikke førte til noget, erklærede Key West den 23. april 1982 sin uafhængighed og dannede Conch Republic.
Borgmester Dennis Wardlow fra Key West blev udnævnt til premierminister.  Conch Republic erklærede krig mod USA, men kapitulerede dog betingelsesløst et minut senere og ansøgte om 1 mia. dollar i international udviklingsbistand.  Begivenhederne medførte stor opmærksomhed og førte kort efter til, at kontrolstedet blev opgivet, samt at Key West fik en ny turistattraktion.
Selv om Conch Republics tid som uafhængig stat var på under en dag, identificerer mange indbyggere i Key West sig stadig med republikken.  Hvert år i ugen omkring den 23. april, fejres republikkens uafhængighedsdag.
Conch Republic har "ambassader" i Frankrig og Finland, og sælger fantasipas og falske diplomatiske titler til alle interesserede.